# Ectatomma lugens
Ectatomma lugens är en myrart som beskrevs av Carlo Emery 1894. Ectatomma lugens ingår i släktet Ectatomma och familjen myror. Inga underarter finns listade i Catalogue of Life.